# Батам
Батам (индон. Batam) — остров и город в провинции Кепулауан-Риау на севере Индонезии. Крупнейший город провинции. Остров представляет собой зону свободной торговли и расположен в 20 км южнее Сингапура. Площадь острова — 715 км², население — 1 153 860 чел. (на апрель 2012), быстро растёт.
Коренное население острова составляют малайцы, однако имеется значительное китайское меньшинство.

## География
Батам отделён проливом Риау от лежащего восточнее острова Бинтан. Остров когда-то разделялся на отдельные города, но урбанизация привела к тому, что эти города слились, и остров фактически представляет зону непрерывной застройки. Самым большим из городов является Нагоя.

## Экономика
Ещё в 1960-е годы население острова составляло всего несколько десятков тысяч человек, и большая его часть была покрыта лесом. В 1970-е годы он перенёс индустриализацию. Благодаря доступной и дешёвой рабочей силе на Батаме возникло множество промышленных предприятий, в основном управляемых сингапурскими компаниями. Главными отраслями являются машиностроение и электронная промышленность, развит также туризм. С 2006 года Батам является частью свободной экономической зоны, включающей также острова Бинтан и Каримун.

## Транспорт
Батам связан водным транспортом с близлежащими городами, включая Сингапур. Аэропорт острова обладает самой длинной взлётно-посадочной полосой в Индонезии.
Остров связан с пятью прилежащими к югу островами системой из шести мостов «Бареланг», построенной при помощи средств, выделенных Германией. Название системы мостов Бареланг составлено из названий крупных островов — Батам, Ремпанг, Галанг.